# Chak Acoljá
Chak Acoljá är en ort i Mexiko.   Den ligger i kommunen Chilón och delstaten Chiapas, i den sydöstra delen av landet, 800 km öster om huvudstaden Mexico City. Chak Acoljá ligger 910 meter över havet och antalet invånare är 111.
Terrängen runt Chak Acoljá är huvudsakligen kuperad, men norrut är den bergig. Chak Acoljá ligger nere i en dal. Runt Chak Acoljá är det ganska tätbefolkat, med 54 invånare per kvadratkilometer. Närmaste större samhälle är Yajalón, 13,8 km nordväst om Chak Acoljá. I omgivningarna runt Chak Acoljá växer i huvudsak städsegrön lövskog.